# USS Clemson (DD-186)
USS Clemson (DD-186/AVP-17/AVD-4/APD-31) là chiếc dẫn đầu của lớp tàu khu trục mang tên nó được Hải quân Hoa Kỳ chế tạo vào cuối Chiến tranh Thế giới thứ nhất và tiếp tục phục vụ trong Chiến tranh Thế giới thứ Hai. Nó được đặt tên theo Henry A. Clemson (1820-1846), một sĩ quan hải quân đã thiệt mạng khi chiếc USS Somers lật úp do cuồng phong ngoài khơi Vera Cruz vào ngày 8 tháng 12 năm 1846 đang khi đuổi theo một tàu vượt phong tỏa. Nó là chiếc tàu chiến duy nhất của Hải quân Hoa Kỳ được đặt cái tên Clemson.

## Thiết kế và chế tạo
Clemson được đặt lườn vào ngày 11 tháng 5 năm 1918 tại xưởng tàu của hãng Newport News Shipbuilding & Dry Dock Company ở Newport News, Virginia. Nó được hạ thủy vào ngày 5 tháng 9 năm 1918, được đỡ đầu bởi cô M. C. Daniels; và đưa ra hoạt động vào ngày 29 tháng 12 năm 1919 dưới quyền chỉ huy của Hạm trưởng, Thiếu tá Hải quân G. C. Dichman.

## Lịch sử hoạt động
Clemson hoạt động dọc theo vùng bờ Đông Hoa Kỳ và tại vùng biển Cuba cho đến khi được đặt trong tình trạng dự bị với 50% biên chế tại Xưởng hải quân Norfolk từ ngày 13 tháng 6 năm 1920. Nó neo đậu tại đây, và sau đó tại Charleston, South Carolina và Xưởng hải quân Philadelphia cho đến khi được cho xuất biên chế vào ngày 30 tháng 6 năm 1922.
Được xếp lại lớp với ký hiệu lườn AVP-17 vào ngày 15 tháng 11 năm 1939 và được cải biến thành một tàu tiếp liệu thủy phi cơ nhỏ, Clemson được cho nhập biên chế trở lại vào ngày 12 tháng 7 năm 1940. Đến ngày 6 tháng 8, nó lại được xếp lại lớp thành AVD-4, và vào ngày 18 tháng 8 đã trình diện để phục vụ cùng Tư lệnh Không lực của Lực lượng Tuần tiễu Hạm đội Đại Tây Dương đặt căn cứ tại Norfolk, Virginia. Từ ngày 29 tháng 8 năm 1940 đến ngày 28 tháng 11 năm 1941, nó tiếp liệu cho máy bay tuần tra tại vùng biển Caribe và tại quần đảo Galapagos, rồi đi về phía Nam, đến Recife, Brasil vào ngày 6 tháng 12. Nó tiếp tục ở lại ngoài khơi bờ biển Brazil cho đến ngày 22 tháng 1 năm 1942 khi nó quay trở lại Galapagos. Trong một năm tiếp theo, chiếc tàu tiếp liệu đi lại giữa nơi đây và khu vực Caribe theo yêu cầu. Nó quay trở về Norfolk vào ngày 2 tháng 3 năm 1943, rồi di chuyển đến Charleston để được cải biến trở lại thành một tàu khu trục (cho dù chỉ được xếp lại lớp thành DD-186 vào ngày 1 tháng 12 năm 1943).
Vào ngày 30 tháng 5 năm 1943, nó tham gia một đơn vị tìm-diệt tiên phong của Hoa Kỳ được xây dựng chung quanh chiếc tàu sân bay hộ tống Bogue. Clemson đã thực hiện tám chuyến tuần tra cùng đội này, vốn đã đánh chìm tổng cộng tám tàu ngầm U-boat Đức, góp một phần lớn vào chiến thắng của Trận Đại Tây Dương. Nó chia sẻ chiến công đánh chìm tàu ngầm U-172 vào ngày 13 tháng 12, ở tọa độ 26°11′B 29°35′T / 26,19°B 29,58°T. Sau khi được đại tu tại New York vào đầu năm 1944, nó hộ tống một đoàn tàu vận tải đi và quay về từ ngày 25 tháng 1 đến ngày 9 tháng 3. Clemson chia sẻ danh hiệu Đơn vị Tuyên dương Tổng thống tặng cho Đội hộ tống của Bogue.
Một lần nữa, Clemson lại được cải biến, lần này thành một tàu vận chuyển cao tốc tại Xưởng hải quân Charleston và xếp lại lớp thành APD-31 vào ngày 7 tháng 3 năm 1944. Rời Charleston ngày 1 tháng 5 năm 1944, nó đi đến Trân Châu Cảng vào ngày 24 tháng 5 và đón lên tàu Đội Phá hoại dưới nước 6 (UDT 6). Nó lên đường đi về phía Tây để hoạt động như tàu mẹ của đội UDT trong việc chuẩn bị bãi đổ bộ ngay trước các cuộc chiếm đóng Saipan, Guam, Peleliu, Leyte và Luzon. Trong khi đi vào vịnh Lingayen vào ngày 5 tháng 1 năm 1945, nó đánh trả một đợt không kích của quân Nhật, rồi hộ tống các đoàn tàu vận tải đi Ulithi, Saipan và Okinawa trước khi quay trở về San Pedro, California vào ngày 6 tháng 7. Được xếp lại lớp với ký hiệu lườn DD-186 vào ngày 17 tháng 7, nó vẫn đang trong quá trình cải biến khi Thế Chiến II kết thúc. Nó được cho ngừng hoạt động vào ngày 12 tháng 10 năm 1945 và bị bán để tháo dỡ vào ngày 21 tháng 11 năm 1946. Chiếc chuông của con tàu đang được sở hữu riêng tại Clemson, South Carolina.

## Phần thưởng
Clemson được tặng thưởng chín Ngôi sao Chiến trận do thành tích phục vụ trong Chiến tranh Thế giới thứ hai.